# アル・ザウラーSC
アル・ザウラー・スポーツ・クラブ（アラビア語: نادي الزوراء الرياضي, 英語: Al-Zawraa Sports Club）は、イラクのバグダードをホームタウンとするサッカークラブ。イラク・プレミアリーグ、イラクFAカップで最多優勝回数を誇る。2000年、アジアカップウィナーズカップ1999-2000決勝に進出したが、清水エスパルスに0-1で敗れて優勝を逃した。

## タイトル

### 国内タイトル
- イラク・プレミアリーグ：14回
  - 1975–76, 1976–77, 1978–79, 1990–91, 1993–94, 1994–95, 1995–96, 1998–99, 1999–00, 2000–01
2005–06, 2010–11, 2015–16, 2017–18
- イラクFAカップ：16回
  - 1975–76, 1978–79, 1980–81, 1981–82, 1988–89, 1989–90, 1990–91, 1992–93, 1993–94, 1994–95
1995–96, 1997–98, 1998–99, 1999–00, 2016–17, 2018-19
- イラク・スーパーカップ：5回
  - 1998, 1999, 2000, 2017, 2021

## AFC主催大会成績
- AFCチャンピオンズリーグ
  - 2002-03 : 予選3回戦
  - 2005 : グループステージ
  - 2007 : グループステージ
- AFCカップ
  - 2009 : ラウンド16
  - 2012 : ラウンド16
  - 2017 : 西アジア地区準決勝敗退
- アジアクラブ選手権
  - 1995 : 2回戦
  - 1996-97 : 4位
  - 1997-98 : 2回戦
  - 2000-01 : 1回戦
  - 2001-02 : 2回戦
- アジアカップウィナーズカップ
  - 1993-94 : 1回戦
  - 1999-2000 : 準優勝

## 歴代所属選手
- アフマド・ラーディー 1982-1984, 1990-1993, 1997-1999
- ナシャト・アクラム 1998-1999 (下部組織)
- アラー・アブドゥッザフラ 2004-2006、2015-2017、2020-
- ルアイ・サラーハ 2015-
- アムジャド・カラフ 2017-2018